# Бретвелда
Бретвелда (енгл. Bretwalda) је англосаксонска реч која означава врховног или најмоћнијег краља у Британији, чију власт признају други краљеви. Ова титула постојала је у англосаксонским краљевинама у Енглеској у периоду од 6. до 10. века, све до уједињења Енглеске под вођством краља Ателстена од Весекса (924–939).

## Позадина
После одласка Римљана из Британије (407. године) у Енглеској се формирао низ малих, локалних кнежевина, које су непрекидно међусобно ратовале. Током Велике сеобе народа, средином 5. века на територију Енглеске продиру германска племена Англи, Саксонци и Јити. До краја 6. века, они су овладали већим делом Енглеске и образовали седам својих ранофеудалних краљевина (Нортамбрија, Источна Англија, Весекс, Мерсија, Есекс, Кент и Сасекс) - период познат као доба хептархије. За време освајања Енглеске, та германска племена делом су уништила келтске и романске староседеоце, делом их потиснула на север (Каледонија) и запад (Камбрија, Велс, Корнвол) или приморала да се преселе на континент (у Бретању), а остатак, углавном, претворила у робове.

## Англосаксонски краљеви
Свака од англосаксонских краљевина имала је на челу краља и веће, или витан (енгл. Witan), у коме су се налазили најважнији племићи. Витан је бирао краља из редова етелинга, саветујући га у току владавине о свим важнијим питањима.
Древно обичајно право спроводили су народни судови којима су председавали краљеви заступници из редова ратника. Сви слободни људи су учествовали у оваквим судовима, чија је одлука представљала вољу већине присутних. Краљ је, уз сагласност витана, могао да издаје декрете који су мењали или проширивали целину обичајног права.

### Краљ Британије
Главна преокупација англосаксонских краљева било је вођење међусобних ратова. Када би један краљ поразио другог, држава побеђеног била је или освојена, или су јој биле наметнуте дажбине. С времена на време неки од краљева би успео да порази све своје супарнике и буде признат за врховног господара читаве Енглеске, или бретвелда (енгл. Bretwalda). Крајем 5. века врховну власт имао је јужносаксонски краљ Ела (488-514), а крајем 6. века - краљ Западних Саксона Келин (560-592). Етелберт, краљ Кента, владао је Енглеском од 584. до 616. године, а наследио га је Редвалд (600-624), краљ Источне Англије. Ови рани бретвелди су се, по свему судећи, задовољавали дажбинама које су узимали од покорених непријатеља, тако да нису ни покушавали да присаједине околне мање државе.

### Превласт Нортамбрије
Оваква политика је напуштена уздизањем краља Нортамбрије Едвина (616-632). Едвин је сјединио два нортамбријска краљевства: Беренику, чија је престоница била Бамборо, и Деиру, са седиштем у Јорку, са самостлним Келтима који су живели западно од ове две земље (краљевство Стратклајд). После овога он је на југу присајединио три англосаксонске државице. Под Едвином се Нортамбрија протезала од Воша до залива Форт на истоку и од реке Ди до Солвеја на западу. Едвин и његови наследници Освалд (633-641) и Осви (654-670) били су најмоћнији владари које је Енглеска до тада имала.

### Превласт Мерсије
Све до 7. века државе у средишњем делу Енглеске су биле мале и нејаке, због чега су већа краљевства из приморја лако над њима владала. Најјача међу овим земљама било је краљевство Мерсија, чија се престоница налазила у Тамворту. Недуго после 630. године је Пенда, способан и снажан монарх, постао владар Мерсије. Пенда (633-655) се у низу огорчених ратова борио са нортамбријским краљевима Освалдом (633-641) и Освијем (654-670), ради три државице које су лежале између њихових краљевстава. И мада су Пендине победе биле само привремени успеси, његови су наследници били довољно снажни да скрше моћ Нортамбрије и присаједине све државице у унутрашњости острва. Краљеви Мерсије Вулфир (657-674), Етелбалд (716-757) и Офа (757-796) као бретвелде били су господари државе која се простирала од Темзе до Хамбера и од Уса до границе са Велсом. Краљ Офа је утврдио границу према Велсу, наредивши копање великог јарка, који је и данас познат као Офин шанац.

### Превласт Весекса
За то време су краљеви Западних Саксонаца марљиво увећавали своје земље на штету Келта из Девона и Корнвола. До 802. године су Западни Саксонци већ били господари читаве Енглеске јужно од Темзе и западно од Кента и Сасекса. Њихов краљ Егберт (802-839) је 825. године поразио краља Мерсије и постао бретвелда. Последња двојица англосаксонских бретвелда Офа од Мерсије и Егберт од Весекса су били савременици Карла Великог. Иако Енглеска стварно није била уједињена, број њених краљевстава сведен је на седам. То су били Нортамбрија, Источна Англија, Есекс, Сасекс, Весекс, Мерсија и Кент.